# Community Shield 2004
La Community Shield 2004 fue la edición n.º 82 de la competición, fue disputada entre el campeón de la Premier League 2003/04, el Arsenal y el campeón de la FA Cup 2003-04, el Manchester United.
El partido se disputó el 8 de agosto de 2004, en el Millennium Stadium (debido a las obras en el nuevo Wembley) ante 63.317 espectadores.
El encuentro finalizó 3-1, con victoria para el Arsenal, que conseguía su título n.º 12 en esta competición inglesa.

## Community Shield 2004

### Equipos
| Arsenal           |  | Bandera de Inglaterra |  | Campeón de la Premier League (2003/04) |
| Manchester United |  | Bandera de Inglaterra |  | Campeón de la FA Cup (2003-04)         |

### Partido
| ARSENAL:      |    |                    |  |     |     |
|               |    |                    |  |     |     |
| POR           | 1  | Jens Lehmann       |  |     |     |
| DEF           | 12 | Lauren             |  |     |     |
| DEF           | 28 | Kolo Touré         |  |     |     |
| DEF           | 18 | Pascal Cygan       |  |     |     |
| DEF           | 3  | Ashley Cole        |  |     |     |
| MED           | 21 | Jermaine Pennant   |  |     |     |
| MED           | 19 | Gilberto Silva     |  |     |     |
| MED           | 15 | Cesc Fàbregas      |  | 87' |     |
| MED           | 9  | José Antonio Reyes |  | 79' |     |
| DEL           | 10 | Dennis Bergkamp    |  | 62' |     |
| DEL           | 14 | Thierry Henry      |  | 46' |     |
| Suplentes:    |    |                    |  |     |     |
| DEF           | 22 | Gaël Clichy        |  | 69' |     |
| DEF           | 31 | Justin Hoyte       |  | 79' |     |
| DEF           | 32 | Sebastian Svärd    |  | 87' |     |
| MED           | 30 | Jérémie Aliadiere  |  | 62' | 69' |
| DEL           | 11 | Robin van Persie   |  | 46' |     |
| Entrenador:   |    |                    |  |     |     |
| Arsène Wenger |    |                    |  |     |     |

| MANCHESTER UNITED |    |                    |  |     |
|                   |    |                    |  |     |
| POR               | 1  | Tim Howard         |  |     |
| DEF               | 2  | Gary Neville       |  |     |
| DEF               | 27 | Mikaël Silvestre   |  |     |
| DEF               | 22 | John O'Shea        |  | 82' |
| DEF               | 25 | Quinton Fortune    |  | 51' |
| MED               | 12 | David Bellion      |  |     |
| MED               | 16 | Roy Keane          |  | 51' |
| MED               | 19 | Eric Djemba-Djemba |  |     |
| MED               | 11 | Ryan Giggs         |  | 51' |
| DEL               | 18 | Paul Scholes       |  | 74' |
| DEL               | 14 | Alan Smith         |  | 74' |
| Suplentes:        |    |                    |  |     |
| DEF               | 3  | Phil Neville       |  | 51' |
| DEF               | 29 | Jonathan Spector   |  | 82' |
| MED               | 23 | Kieran Richardson  |  | 74' |
| MED               | 24 | Darren Fletcher    |  | 51' |
| MED               | 33 | Chris Eagles       |  | 74' |
| DEL               | 21 | Diego Forlán       |  | 51' |
| Entrenador:       |    |                    |  |     |
| Sir Alex Ferguson |    |                    |  |     |

|  | 50' | Gilberto Silva          | 1-0 |
|  | 58' | José Antonio Reyes      | 2-1 |
|  | 79' | Mikaël Silvestre (a.g.) | 3-1 |

|  | 55' | Alan Smith | 1-1 |

| ARSENAL:      |    |                    |  |     |     |
|               |    |                    |  |     |     |
| POR           | 1  | Jens Lehmann       |  |     |     |
| DEF           | 12 | Lauren             |  |     |     |
| DEF           | 28 | Kolo Touré         |  |     |     |
| DEF           | 18 | Pascal Cygan       |  |     |     |
| DEF           | 3  | Ashley Cole        |  |     |     |
| MED           | 21 | Jermaine Pennant   |  |     |     |
| MED           | 19 | Gilberto Silva     |  |     |     |
| MED           | 15 | Cesc Fàbregas      |  | 87' |     |
| MED           | 9  | José Antonio Reyes |  | 79' |     |
| DEL           | 10 | Dennis Bergkamp    |  | 62' |     |
| DEL           | 14 | Thierry Henry      |  | 46' |     |
| Suplentes:    |    |                    |  |     |     |
| DEF           | 22 | Gaël Clichy        |  | 69' |     |
| DEF           | 31 | Justin Hoyte       |  | 79' |     |
| DEF           | 32 | Sebastian Svärd    |  | 87' |     |
| MED           | 30 | Jérémie Aliadiere  |  | 62' | 69' |
| DEL           | 11 | Robin van Persie   |  | 46' |     |
| Entrenador:   |    |                    |  |     |     |
| Arsène Wenger |    |                    |  |     |     |

| MANCHESTER UNITED |    |                    |  |     |
|                   |    |                    |  |     |
| POR               | 1  | Tim Howard         |  |     |
| DEF               | 2  | Gary Neville       |  |     |
| DEF               | 27 | Mikaël Silvestre   |  |     |
| DEF               | 22 | John O'Shea        |  | 82' |
| DEF               | 25 | Quinton Fortune    |  | 51' |
| MED               | 12 | David Bellion      |  |     |
| MED               | 16 | Roy Keane          |  | 51' |
| MED               | 19 | Eric Djemba-Djemba |  |     |
| MED               | 11 | Ryan Giggs         |  | 51' |
| DEL               | 18 | Paul Scholes       |  | 74' |
| DEL               | 14 | Alan Smith         |  | 74' |
| Suplentes:        |    |                    |  |     |
| DEF               | 3  | Phil Neville       |  | 51' |
| DEF               | 29 | Jonathan Spector   |  | 82' |
| MED               | 23 | Kieran Richardson  |  | 74' |
| MED               | 24 | Darren Fletcher    |  | 51' |
| MED               | 33 | Chris Eagles       |  | 74' |
| DEL               | 21 | Diego Forlán       |  | 51' |
| Entrenador:       |    |                    |  |     |
| Sir Alex Ferguson |    |                    |  |     |

|  | 50' | Gilberto Silva          | 1-0 |
|  | 58' | José Antonio Reyes      | 2-1 |
|  | 79' | Mikaël Silvestre (a.g.) | 3-1 |

|  | 55' | Alan Smith | 1-1 |

| Campeón Community Shield 2004 |
| ----------------------------- |
| Arsenal 12º título            |

| Predecesor: Community Shield 2003 | Community Shield 2004 | Sucesor: Community Shield 2005 |